# Il risveglio delle tenebre
Il risveglio delle tenebre è un film del 2007 diretto da David L. Cunningham e basato sul romanzo di Susan Cooper, Uno spicchio di tenebra. Il film ha ricevuto dure critiche nelle maggiori recensioni cinematografiche.
Il film è stato distribuito nel circuito cinematografico USA il 5 ottobre 2007 e in quello italiano il 23 novembre 2007.

## Trama
Will Stanton è un giovane tredicenne con una famiglia numerosa (madre, padre, cinque fratelli maggiori e una sorella più piccola di lui), che si è trasferita dagli USA in Inghilterra da qualche mese. L'ultimo giorno di scuola guarda con interesse una studentessa più grande di lui, Maggie, ma risulta molto impacciato e non le rivolge la parola, a differenza dei più spigliati fratelli. Mentre tornano a casa vengono avvicinati dalla signora Greythorne e dal suo assistente Merryman, che invitano la sua famiglia ad una festa di Natale alla loro villa. Tornato a casa, gli viene portato l'albero da addobbare da due boscaioli che pare lo conoscano (lo chiamano per nome e gli fanno gli auguri di buon compleanno), che preannunciano una bufera imminente.
Il giorno prima del suo quattordicesimo compleanno, Will entra in un centro commerciale, dove in un negozio acquista una pietra con incisa sopra una spirale runica. Mentre esce, due guardie di sicurezza lo accusano di taccheggio, lo trascinano in una stanzetta, e cercano di estorcergli quella pietra mentre si trasformano in mostri. Will scappa. A casa, riceve in regalo da uno dei suoi fratelli una strana cintura di pelle.
La sera della festa, Maggie parla con Will ma poi si apparta con un suo fratello. Will esce dalla villa, e una figura minacciosa montata su un cavallo bianco esce dall'oscurità e inizia a inseguire il ragazzo. Dopo un'estenuante corsa, la signora Greythorne, Merryman e i due boscaioli appaiono dal nulla e proteggono il ragazzo dal misterioso cavaliere, il quale annuncia la salita al potere delle "Tenebre" nel giro di cinque giorni.
I salvatori di Will conducono quest'ultimo nella "Sala Grande", una costruzione nel parco nascosta alla vista, dove egli scopre di essere il "settimo figlio di un settimo figlio", la cui generazione preserva il potere della "Luce", e lui è il prescelto per viaggiare nel tempo e recuperare i sei segni che, una volta riuniti, salverebbero l'umanità dall'incombente ritorno delle "Tenebre".
Will scopre di avere un gemello (il sesto fratello che farebbe di Will il settimo, come da profezia), scomparso da piccolo per una disattenzione del padre, e intanto inizia a recuperare quattro dei sei segni. Il primo è il ciondolo comprato nel negozio, il secondo si trova in un teschio in una chiesa del 1200, il terzo è in uno scudo di un guerriero barbaro, il quarto in un batacchio di una campana del 1690. Ma il Cavaliere si intromette sempre, prima travestendosi da medico per minacciarlo, poi inviandogli contro mostri, e anche cercando di deviare suo fratello verso l'oscurità.
Giunta la bufera la famiglia si rifugia dalla signora Greythorne, dove Will scopre il tradimento di Maggie (strega inviata dal Cavaliere in cambio della bellezza eterna) che morirà in seguito ad un attacco del cavaliere e trova il quinto segno, successivamente fuggono fino alla Sala Grande. Il Cavaliere inganna Will e riesce ad entrarvi, ma si trova di fronte un giovane consapevole di aver riunito tutti i segni: il sesto era proprio lo stesso ragazzo. Il cavaliere viene imprigionato in una palla di vetro che viene gettata in un lago dallo stesso Will, mentre il gemello di quest'ultimo, Tom, viene liberato e insieme tornano dalla famiglia, finalmente riunita.

## Differenze tra il film e il romanzo
La sceneggiatura del film si differenzia dal romanzo per quanto riguarda il numero di ambientazioni e dei protagonisti, e omette i riferimenti all'epopea arturiana. Inoltre, il film cambia il ruolo e l'importanza di diversi personaggi. Inoltre molte scene del film, nel libro sono del tutto assenti.